# Lawmage Academy
Lawmage Academy est un futur jeu vidéo de rôle créé par Verinius lors de ses débuts dans le jeu vidéo. Il y a des inspirations majeures de Harry Potter ainsi que des jeux vidéo Mana Khemia: Alchemists of Al-Revis et Octopath Traveler.

## Communiqués
Le jeu utilise RPG Maker MV depuis 2018 et a publié la démo pré-alpha en juin 2019 sur Itch.io, la version complète est actuellement en développement et possède une date de sortie spécifique jusqu'en 2022. Il reçoit des critiques positives pour la démo pré-alpha en raison du succès de la popularité auprès des streamers, des critiques et des joueurs,,,,,.
Une prochaine mise à jour de la version 0.6 sera officiellement publiée en novembre 2020, La première bande-annonce de démonstration officielle est publiée le 5 août 2020.

## Synopsis
Le jeu se déroule dans le royaume fantastique de Magusgaia, plus précisément dans une école de magie connue sous le nom de "Lawmage Academy", qui permet d'apprendre la magie et former les étudiants à devenir des Lawmages.

## Développement
Le développeur conçoit l'idée d'un "certain jeu d'école de magie avec une histoire non linéaire" une fois qu'il a voulu faire un jeu fantastique avec des choix et des expériences, il a reçu le nom de "Lawmage Academy". Vers mars 2018, il a commencé à utiliser le moteur de jeu RPG Maker MV et à mettre en pratique son idée après avoir regardé des tutoriels, qu'il compte pour un engagement «une heure par jour pendant un an». Il a étudié la conception de niveaux, l'écriture de dialogues, la construction du monde, les choix, le travail de développeur indépendant, le design d'intérieur et d'autres compétences, mais il manque de programmation et d'arts, Plus tard en 2019, la démo pré-alpha a été publiée en juin avant d'être exposée à l'Electronic Sports and Gaming Summit (ESGS) 2019, où ils faisaient partie de Indie Fiesta 2019, une exposition de jeux locaux dirigée par l'International Game Developers Association (IGDA). Membre du conseil d'administration des Philippines, Gwen Foster.
Tyler Cline a composé le nouveau thème principal et la musique de combat, et plusieurs compositeurs seront également présents dans le jeu, notamment Will Geraint Drake, Lewmoth, Philemon Holmes, Peter Jones et Dibur. Certaines mises à jour sortiraient l'année suivante.